# Canton de Castelnaudary-Nord

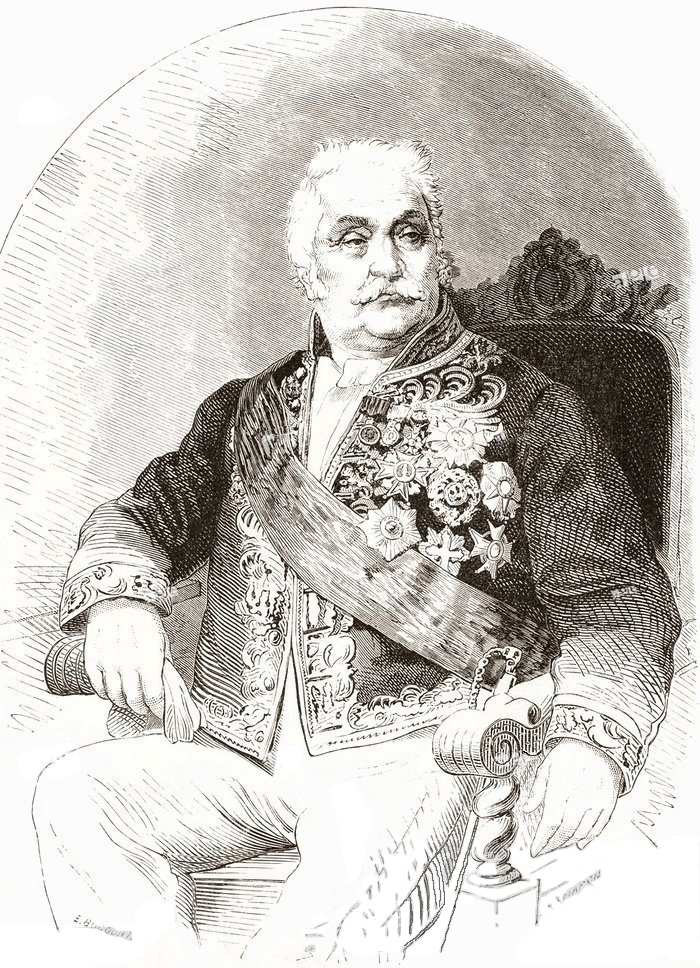
Alphonse Henri d'Hautpoul (1789-1765) conseiller général de 1861 à 1865.

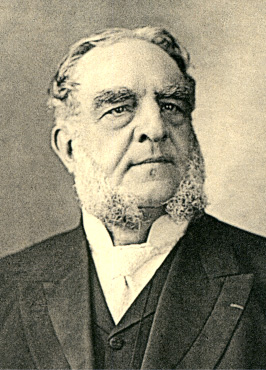
Eugène Mir (1843-1930) conseiller général de 1882 à 1913.

Le canton de Castelnaudary-Nord est une ancienne division administrative française située dans le département de l'Aude et la région Languedoc-Roussillon.

## Géographie
Ce canton était organisé autour de Castelnaudary dans l'arrondissement de Carcassonne. Son altitude variait de 139 m (Saint-Papoul) à 655 m (Villemagne) pour une altitude moyenne de 238 m.

## Représentation

### Conseillers généraux de 1833 à 2015
| Période                                  | Période          | Identité                           | Étiquette                | Qualité |
| ---------------------------------------- | ---------------- | ---------------------------------- | ------------------------ | --- |
| 1833                                     | 1841 (démission) | Auguste Faure d'Esplas             |                          | Propriétaire à Castelnaudary, Nommé Sous-Préfet de Villefranche-de-Rouergue                                                                                     |
| 1841                                     | 1848             | Comte Charles Laperrine d'Hautpoul | Centre droit             | Marchand et fabricant de drap à Carcassonne Député de l'Aude (1827-1830) Président de la Chambre de commerce et d'industrie de Carcassonne-Limoux-Castelnaudary |
| 1848                                     | 1848             | Pierre-Michel Barre                |                          | Propriétaire à Castelnaudary |
| 1848                                     | 1861             | Ferdinand Rous                     |                          | Juge de paix, avocat, Maire de Castelnaudary |
| 1861                                     | 1865 (décès)     | Alphonse Henri d'Hautpoul          |                          | Général Chef du gouvernement de facto et Ministre de la Guerre (1849-1850)                                                                                      |
| 1866                                     | 1871             | Auguste Galabert                   |                          | Propriétaire Maire de Castelnaudary |
| 1871                                     | 1877             | Jean-Louis Garric                  | Républicain              | Propriétaire Préfet Trésorier-payeur-général des Landes Maire de Castelnaudary                                                                                  |
| 1877                                     | 1877             | M. Teisseire                       | Républicain              | Avocat, juge suppléant à Castelnaudary |
| 1877                                     | 1882 (démission) | Prosper Alquier                    | Républicain              | Propriétaire |
| 1882                                     | 1913             | Eugène Mir                         | Républicain Progressiste | Avocat Député de l'Aude (1876-1885 et 1889-1894) Sénateur de l'Aude (1894-1921)                                                                                 |
| 1913                                     | 1914 (décès)     | Jean Mordagne                      | Rad.                     | Médecin Maire de Castelnaudary (1912-1914), Conseiller d'arrondissement                                                                                         |
| 1914                                     | 1931             | Étienne Morette                    |                          | Médecin |
| 1931                                     | 1940             | Jean Mistler                       | Rad.                     | Normalien Sous-secrétaire d'Etat (1932-1933) Ministre (1933-1934) Député (1928-1942) Maire de Castelnaudary (1935-1942) Nommé conseiller départemental en 1942  |
|                                          |                  |                                    |                          | |
| 1945                                     | 1973             | Joseph Tirand (1897-1973)          | SFIO puis PS             | Agent d'assurances Adjoint au Maire de Castelnaudary (1945-1947)                                                                                                |
| 1973                                     | 1992             | Henri Grocelle (1920-1999)         | PS                       | Enseignant Maire de Saint-Papoul (1971-1995) |
| 1992                                     | 2004             | Alain Bauda                        | PS                       | Maire de Villemagne |
| 2004                                     | 2010 (démission) | Dominique Sémenou                  | DVG                      | Secrétaire de mairie Maire de Souilhe |
| 2010                                     | 2011             | Roger Ourliac                      | PS                       | Assureur Maire d'Issel |
| 2011                                     | 2015             | Stéphane Linou                     | EELV                     | Agent de développement local Conseiller municipal de Castelnaudary                                                                                              |
| Les données manquantes sont à compléter. |                  |                                    |                          | |

### Conseillers d'arrondissement (de 1833 à 1940)
Le canton de Castelnaudary Nord avait deux conseillers d'arrondissement.
| Période                                  | Période      | Identité                             | Étiquette                             | Qualité |
| ---------------------------------------- | ------------ | ------------------------------------ | ------------------------------------- | --- |
| 1833                                     | 1848         | Jean-Marie Carman (1784-1868)        |                                       | Juge d'instruction à Castelnaudary                                                                          |
| 1833                                     | 1836         | Guillaume Sompayrac ainé (1785-1874) |                                       | Fabricant de drap, Maire de Cenne-Monestiés                                                                 |
| 1836                                     | 1842         | Henry Paul Borelly                   |                                       | Négociant à Castelnaudary                                                                                   |
| 1842                                     | 1848         | Louis Hypolitte Cabanis              |                                       | Notaire, maire d'Issel                                                                                      |
|                                          |              |                                      |                                       | |
| 1855                                     |              | Marc Solier                          |                                       | Adjoint au maire de Castelnaudary                                                                           |
| 1855                                     |              | Léon Clos                            |                                       | Avocat, maire de Villespy                                                                                   |
|                                          |              |                                      |                                       | |
|                                          | 1887 (décès) | Gaston Audouy (1854-1887)            |                                       | Avoué à Castelnaudary                                                                                       |
|                                          |              |                                      |                                       | |
| 1889                                     | 1895         | M. Heyllès                           | Républicain                           | Docteur-médecin à Castelnaudary                                                                             |
| 1889                                     | 1910         | Jean Boussenac                       | Républicain progressiste puis Radical | Négociant, Ordonnateur du bureau de bienfaisance à Castelnaudary                                            |
| 1895                                     | 1898         | Émile Roca                           | Républicain progressiste              | Ingénieur civil à Castelnaudary, Administrateur de la société générale des explosifs                        |
| 1898                                     | 1910         | Léonce Guiraud                       | Radical                               | Président du Conseil d'arrondissement                                                                       |
| 1904                                     |              | M. Sompayrac                         | Radical                               | Maire de Cenne-Monestiés                                                                                    |
| 1904                                     |              | M. Durand                            | Radical                               | |
| 1910                                     | 1913         | Jean Mordagne                        | Radical                               | Médecin à Castelnaudary                                                                                     |
|                                          |              |                                      |                                       | |
| 17 nov. 1912                             | 1931         | M. Escourou                          | Radical                               | |
| 1919                                     | 1940         | Jérôme Galibert                      | Radical                               | Courtier en grains                                                                                          |
| 1931                                     | 1940         | M. Marty                             | Radical                               | |
| 1940                                     |              |                                      |                                       | Les conseils d'arrondissement ont été suspendus par la loi du 12 octobre 1940 et n'ont jamais été réactivés |
| Les données manquantes sont à compléter. |              |                                      |                                       | |

## Composition
Le canton de Castelnaudary-Nord se composait d’une fraction de la commune de Castelnaudary et de vingt autres communes. Il comptait 10 465 habitants (population municipale) au 1er janvier 2012.
| Nom                       | Code Insee | Intercommunalité                  | Population (dernière pop. légale)              |
| ------------------------- | ---------- | --------------------------------- | ---------------------------------------------- |
| Castelnaudary (chef-lieu) | 11076      | CC Castelnaudary Lauragais Audois | Fraction : 4 159(2012) Commune : 11 096 (2014) |
| Airoux                    | 11002      | CC Castelnaudary Lauragais Audois | 159 (2014)                                     |
| Les Brunels               | 11054      | CC Aux sources du Canal du Midi   | 272 (2014)                                     |
| Carlipa                   | 11070      | CC Piège-Lauragais-Malepère       | 325 (2014)                                     |
| Les Cassés                | 11074      | CC Castelnaudary Lauragais Audois | 274 (2014)                                     |
| Cenne-Monestiés           | 11089      | CC Piège-Lauragais-Malepère       | 396 (2014)                                     |
| Issel                     | 11175      | CC Castelnaudary Lauragais Audois | 491 (2014)                                     |
| Labécède-Lauragais        | 11181      | CC Castelnaudary Lauragais Audois | 426 (2014)                                     |
| Montmaur                  | 11252      | CC Castelnaudary Lauragais Audois | 320 (2014)                                     |
| Peyrens                   | 11284      | CC Castelnaudary Lauragais Audois | 494 (2014)                                     |
| La Pomarède               | 11292      | CC Castelnaudary Lauragais Audois | 153 (2014)                                     |
| Puginier                  | 11300      | CC Castelnaudary Lauragais Audois | 162 (2014)                                     |
| Saint-Papoul              | 11361      | CC Castelnaudary Lauragais Audois | 777 (2014)                                     |
| Saint-Paulet              | 11362      | CC Castelnaudary Lauragais Audois | 195 (2014)                                     |
| Souilhanels               | 11382      | CC Castelnaudary Lauragais Audois | 375 (2014)                                     |
| Souilhe                   | 11383      | CC Castelnaudary Lauragais Audois | 309 (2014)                                     |
| Soupex                    | 11385      | CC Castelnaudary Lauragais Audois | 277 (2014)                                     |
| Tréville                  | 11399      | CC Castelnaudary Lauragais Audois | 101 (2014)                                     |
| Verdun-en-Lauragais       | 11407      | CC Castelnaudary Lauragais Audois | 281 (2014)                                     |
| Villemagne                | 11428      | CC Castelnaudary Lauragais Audois | 272 (2014)                                     |
| Villespy                  | 11439      | CC Piège-Lauragais-Malepère       | 366 (2014)                                     |

## Démographie
| 1962 | 1968 | 1975 | 1982 | 1990  | 1999  | 2006   | 2011   | 2012   |
| ---- | ---- | ---- | ---- | ----- | ----- | ------ | ------ | ------ |
| -    | -    | -    | -    | 8 208 | 8 994 | 10 210 | 10 401 | 10 465 |